# Cá lịch hoa to
Cá lịch hoa to (tên khoa học Echidna nebulosa) là một loài cá lịch trong họ Muraenidae.